# Мокан Василь Іванович
Василь Іванович Мокан (нар. 19 квітня 1985, Львів, УРСР) — український політолог, кандидат політичних наук. Народний депутат IX скл. Заступник голови Комітету з питань молоді і спорту (з 29 серпня 2019 року), голова підкомітету з питань національно-патріотичного виховання.
Постійний Представник КМУ у Верховній раді у 2020-2021 роках.

## Життєпис
Закінчив філософський факультет КНУ ім. Шевченка (спеціальність «Політологія»).
У 2010 році захистив кандидатську дисертацію на тему: «Ефективності виборчих технологій в сучасному електоральному процесі». Випускник магістерської програми з державного управління Національної академії державного управління при Президентові України.
Мокан є співзасновником і заступником директора консалтингової компанії Ukrainian Politconsulting Group. Працював політичним консультантом на загальнонаціональних та місцевих виборчих кампаніях з 2004 року, спеціалізується на аналітичному та медійному напрямках.

## Політика
2015 року був кандидатом у депутати Київської облради від БПП. 
2010-2014 - помічник депутата Київської обласної ради Олега Велікіна (партія Удар).
У ВРУ VII та VIII скл. був помічником народного депутата Артура Палатного (БПП).
2019 року обраний народним депутатом від партії «Слуга народу» (№103 у списку) як безпартійний.
У 2021 році приєднався до об'єднання Розумна політика, створеного Дмитром Разумковим.